# Římskokatolická farnost Zavlekov
Římskokatolická farnost Zavlekov je územním společenstvím římských katolíků v rámci sušicko-nepomuckého vikariátu českobudějovické diecéze.

## O farnosti

### Historie
Od roku 1364 existovala v Zavlekově plebánie. V pozdější době zanikla a Zavlekov se stal součástí farnosti Hradešice. Roku 1782 byla v místě zřízena lokální duchovní správa, která byla roku 1857 povýšena na samostatnou farnost.         V interiéru farního kostela v Zavlekově je umístěna křížová cesta ze zbořeného farního kostela  Bolestné P. Marie v Červeném Dřevě ( Rothenbaum ).

## Seznam správců farnosti
- P. Jan Stojdl ( do r. 1947 )
- P. Jaroslav Josef Šálek (  1. 4. 1948 - 31. 5. 1958 )
- P. Jindřich Suchánek
- P. Josef Břicháček  (  1. 5. 1974 -  do r. 1990 )

### Současnost
Zavlekovská farnost má sídelního duchovního správce, který je zároveň administrátorem ex currendo ve farnostech Hradešice a Nalžovské Hory.
| Kostel                     | Místo    | Bohoslužba            | Bohoslužba | Poznámka     |
| -------------------------- | -------- | --------------------- | ---------- | ------------ |
| Kostel Nejsvětější Trojice | Zavlekov | neděle pondělí středa | 8.15 16.30 | farní kostel |